# HD 169830 c
HD 169830 c é um planeta extrassolar, possivelmente um gigante gasoso, cuja massa é três vezes e meia maior que a de Júpiter. É provável que seu raio seja menor que o de Júpiter, mas o tamanho seria um pouco maior. Sua órbita é excêntrica, com um período de 1830 dias.